# Manuel Pereira Crespo
Manuel Pereira Crespo (Lisboa, 30 de julho de 1911 — Lisboa, 15 de julho de 1980) foi um oficial general da Armada Portuguesa, que, entre outras funções de relevo, foi Ministro da Marinha do 2.º governo do Estado Novo e do 3.º governo do Estado Novo, estando no exercício dessas funções quando ocorreu a revolução de 25 de abril de 1974.

## Biografia
Nascido em Lisboa, após os estudos secundários no Colégio Militar e no Liceu Gil Vicente, inscreveu-se no curso de Matemática da Faculdade de Ciências de Lisboa, que frequentou até completar o 2.º ano. Opta então por ingressar na Escola Naval, sendo em 1930 o primeiro classificado entre cerca de uma centena de candidatos. Terminado o curso, foi promovido a guarda-marinha em 1933, iniciando nesse ano a sua carreira naval.
Em 1935, no posto de segundo-tenente, é enviado para a África Oriental Portuguesa, onde nos mares de Moçambique, experimenta a sua primeira comissão de serviço em África. Após o seu regresso a Lisboa, frequentou o Curso de Especialização em Radiotelegrafia e Comunicações, com excelente aproveitamento. Estas excelentes classificações seriam uma constante em todos os cursos que frequentou, permitindo-lhe sempre alcançar os primeiros lugares.
A partir de 1939 foi integrado na guarnição do navio hidrográfico NRP D. João de Castro, iniciando um longo período de embarque, inicialmente com as funções de chefe de serviço e depois, após a sua promoção a primeiro-tenente em 1940, como oficial imediato. O navio estava atribuído à Missão Hidrográﬁca das Ilhas Adjacentes, passando depois, em 1943, a prestar serviço na Missão Hidrográﬁca de Angola. Neste período familiarizou-se com as técnicas da hidrografia, especialidade que viria a dominar os anos seguintes da sua carreira.
Ainda como oficial subalterno, foi nomeado em 1947 para o cargo de chefe da Missão Geo-Hidrográﬁca da Guiné, funções que viria a exercer durante quase uma década. Foi promovido a capitão-tenente em 1953, ano em que iniciou a colaboração no Boletim do Centro de Estudos da Guiné-Portuguesa, no qual publicou interessantes estudos sobra a costa daquele território. Com meios escassos, ao comando do navio hidrográfico NRP Mandovi, Pereira Crespo e a sua equipa realizaram um trabalho extraordinário que permitiu produzir, até à data da sua transferência para Lisboa em 1957, um avultado conjunto de planos e cartas hidrográﬁcas de porto e topográﬁcas do interior. Esta notável produção teve, a partir do início da década de 1960, com o início da guerra colonial portuguesa na então Guiné Portuguesa, uma enorme utilidade para a actividade operacional ali desenvolvida pelas Forças Armadas Portuguesas.
A exoneração da chefia dos trabalhos hidrográficos e cartográficos na Guiné marca o termo do ciclo da sua carreira dedicado à hidrografia. Entretanto tinha frequentado o Curso Geral Naval de Guerra, que concluiu em 1951 com o primeiro lugar, e a partir de 1954 começara a colaborar nos Anais do Clube Militar Naval, mantendo a rubrica Crónica de Marinha, publicada de 1956 a 1964, e para o qual contribuiu ao longo dos anos com artigos sobre estratégia e organização naval.
Em 1957 foi colocado na Divisão de Organização do Estado Maior da Armada, departamento que passou a chefiar a partir de 1959, após ser promovido a capitão-de-fragata. Foi promovido em 1961, ano do começo da guerra colonial, ao posto de capitão-de-mar-e-guerra, sendo chamado a frequentar o Curso Superior Naval de Guerra em 1963. Terminado o curso foi nomeado comandante da Flotilha de Draga-Minas, mas desempenha esse cargo por escassos meses, sendo chamado novamente para o Estado-Maior da Armada. Em 1966 ascendeu a comodoro, assumindo as funções de adjunto do Chefe do Estado-Maior da Armada. No ano letivo de 1967-1968 foi professor efetivo do Instituto Superior Naval de Guerra, produzindo oa manuais Ciclo de Lições de Estratégia e Ciclo de Lições de Organização, obras de referência para o estudo daquelas matérias.
Durante a sua permanência no Estado Maior da Armada desenvolveu estudos que demonstravam a necessidade da reorganização da Marinha, especialmente das suas estruturas ultramarinas, manifestando ideias muito firmes sobre o que deveria ser a política portuguesa para o Ultramar, considerando indiscutível a necessidade de lutar pelo que considerava ser a integridade do território nacional.
Com esses estudos afirmou-se um notável oficial de Estado-Maior, cujos trabalhos mostravam que estava preparado para enfrentar a reorganização da Marinha de Guerra Portuguesa. Foi com essas credenciais que em 1968 o então Presidente do Conselho, Oliveira Salazar, convida o então capitão-de-mar-e-guerra Pereira Crespo para o cargo de Ministro da Marinha do 2.º governo do Estado Novo, funções que exerceu de 19 de agosto de 1968 a 27 de setembro de 1968, sucedendo no cargo ao vice-almirante Fernando de Quintanilha e Mendonça Dias. O desafio que se colocava era a profunda reforma que a participação na guerra colonial vinha exigindo à Marinha. Contudo, a permanência neste governo foi curta, já que estando Oliveira Salazar incapacitado foi necessário nomear novo governo, este presidido por Marcelo Caetano.
Pereira Crespo foi um dos poucos ministros que transitou para o novo governo, o 3.º governo do Estado Novo, que estaria em funções de 27 de setembro de 1968 a 25 de abril de 1974. Já no exercício de funções ministeriais foi promovido ao posto de contra-almirante, o qual corresponde no presente ao de vice-almirante. Manteve a pasta de Ministro da Marinha até ao fim do governo, derrubado pela revolução de 25 de abril de 1974. Durante o seu mandato procedeu a uma reorganização profunda da Armada, com vista a dar resposta às prementes necessidades surgidas com a guerra colonial. 
Consciente da dureza com que estava a ser travada a guerra, compreendeu a importância de garantir um suporte de retaguarda aos militares ausentes das suas famílias durante largos períodos, pelo que promoveu a construção de infraestruturas destinadas a melhorar as suas condições de vida, criando um serviço que mais tarde daria origem à Direção de Apoio Social. Institui novas regras para a prestação do serviço do pessoal militar e reorganizou os quadros do pessoal civil da Armada. Também teve importantes iniciativas no campo cultural, salientando-se a criação do Centro de Estudos da Marinha, antecessor da Academia de Marinha, do Gabinete de Heráldica Naval, da Revista da Armada e a edição das coleções Estudos e Documentos visando divulgar obras relativas ao mar e às atividades marítimas.
A revolução de 25 de abril de 1974 pôs termo à carreira naval de Pereira Crespo, tendo nessa data requerido a exoneração do seu cargo e a passagem à situação de reserva. Dedicou-se depois à escrita, tendo publicado a obra Porque perdemos a guerra, um livro importante para o entendimento da guerra colonial e das posições do regime do Estado Novo, e para perceber, pela versão do autor, o que ocorreu na fase final daquele conflito.
Faleceu em Lisboa no dia 15 de julho de 1980, tendo sido o último Ministro da Marinha, já que o cargo foi integrado após a revolução no Ministério da Defesa Nacional. É considerado um dos almirantes mais distintos e prestigiados da sua geração, razão pela qual foi escolhido para patrono do curso da Escola Naval iniciado em 2005/2006.
Ao longo da sua carreira, Manuel Pereira Crespo recebeu múltiplos louvores, com destaque para o que recebeu a bordo do navio hidrográfico NRP D. João de Castro, pelo seu trabalho científico sobre o uso de sondas sonoras em batimetria, e para o concedido pelo Ministro do Ultramar sobre o seu desempenho na Missão Geo-Hidrográﬁca da Guiné. Contava com numerosas condecorações, entre as quais duas Medalhas Militares de Prata de Serviços Distintos, as Medalhas de Mérito Militar de 1.ª e 2.ª classe, a Medalha de Ouro de Comportamento Exemplar, a grã-cruz da Ordem Militar de Cristo, a grã-cruz da Ordem do Infante D. Henrique, o grau de comendador da Ordem Militar de Avis, o grau de oficial da Legião de Honra (França) e a grã-cruz da Ordem do Mérito Naval (Brasil).

## Obras publicadas
Para além de múltiplos artigos em revistas, com destaque para os Anais do Clube Militar Naval, é autor das seguintes obras:
- Subsídios para uma estratégia naval. Lisboa : [s.n.], 1954.
- Trabalhos da Missão Geo-Hidrográfica da Guiné : 1948-1955 . Bissau : Sociedade Industrial de Tipografia, 1955.
- As novas fronteiras da estratégia. Lisboa : Editorial Minerva, 1966.
- Porque perdemos a guerra. Lisboa: Ed. Abril, 1977.